# Литиевые руды
Литиевые руды — природные минеральные образования, содержание лития в которых достаточно для экономически выгодного извлечения лития или его соединений. 
Литий находится в рудах чаще в форме собственных минералов; в небольшом количестве в виде изоморфной примеси литий входит в состав породообразующих минералов (слюд, турмалинов и др.) Помимо руд, литий добывается из рапы некоторых озёр и минерализованных вод. В виде примесей литий встречается в составе 150 минералов. Известно около 30 литиевых минералов, из них 5 промышленного значения (сподумен, леталит, амблигонит, циннвальдит, лепидолит). Литиевые руды образуются в связи с постмагматическими процессами при относительно высоких температурах (250—500°С) и на глубине 1,5—7 км.
Все месторождения литиевых руд являются комплексными. Сподуменовые и леталитовые руды содержат, наряду с литием, бериллий, талий, тантал, цезий, рубидий, свинец. Полевой шпат, часто встречающийся в рудах, может использоваться как керамическое сырье. Крупнейшие месторождения литиевых руд находятся в Канаде, США и др. странах. В Казахстане открыты месторождения нескольких редких металлов.